# Pterolophia kaleea
Pterolophia kaleea là một loài bọ cánh cứng trong họ Cerambycidae.